# Lobelia
Lobelia este un gen de plante cu flori ce cuprinde aproximativ 360–400 de specii (415 conform unor surse), cu răspândire extinsă, în principal în zonele tropicale până la calzi ale lumii, iar doar unele specii vegetează în regiunile temperate mai reci. Multe dintre speciile din acest gen sunt toxice, conținând un alcaloid denumit lobelină. Unele dintre cele mai mari cantități de lobelină se regăsesc în specia Lobelia inflata.